# Beskoitze
Beskoitze (en francès i oficialment Briscous) és un municipi d'Iparralde al territori de Lapurdi, que pertany administrativament al departament dels Pirineus Atlàntics (regió de la Nova Aquitània). El municipi és travessat pel curs del riu Ardanabia, limitant al nord amb Urketa, Ahurti al nord-est, Hazparne al sud i Mugerre a l'oest.
És el lloc de naixement de Joannes Leizarraga, un dels primers exponents de la literatura basca.